# Repülőgép-fedélzeti műszer

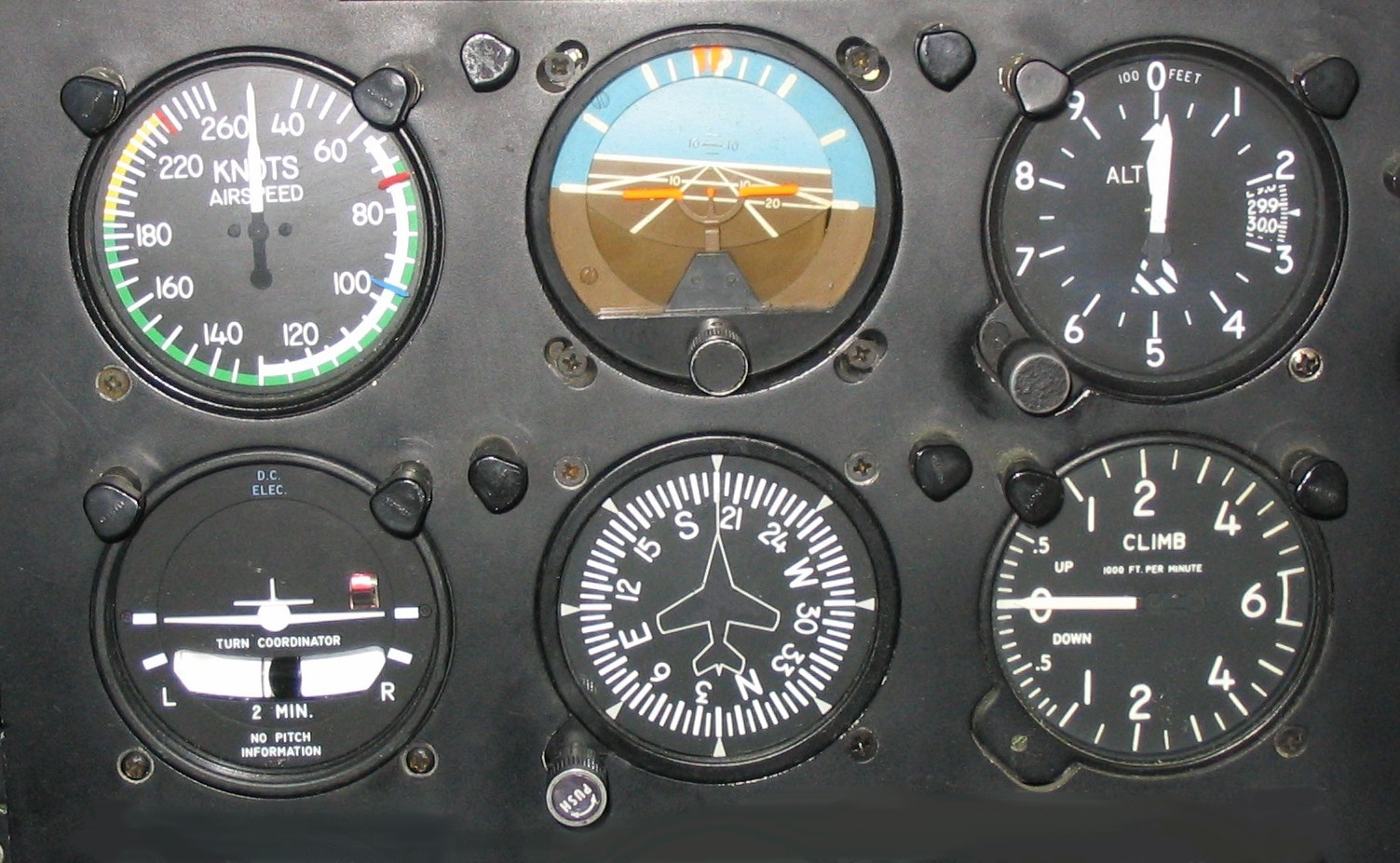
A hat alapműszer (sebességmérő, műhorizont, magasságmérő, csúszás és dőlésjelző, pörgettyűs iránytű, variométer) amelyek minimálisan szükségesek egy repülőgép látvarepülési szabályok szerinti vezetéséhez.

A repülőgép-fedélzeti műszer olyan műszaki eszköz, amely a repülőgép repülési feladatának előírásszerű, pontos teljesítéséhez szükséges fontos adatokat szolgáltatja a repülőgép személyzetének (rep.vezető, navigátor) és többek között a földi és légi irányítónak is. Ezen adatszolgáltatásnak folyamatosnak kell lennie, hogy a repülési feladat a legnagyobb biztonsággal és pontossággal végrehajtható legyen. A legfontosabb műszerek a személyzet látómezejében vannak elhelyezve a műszerfalon.
A repülőgépek sebességének növekedésével az emberi agy reakcióképessége már gyakran elégtelen a nagy mennyiségben rendelkezésre álló adatok kiértékelésére, ezért egy sor önműködő (automata) műszer segíti a személyzetet a megfelelő döntések meghozásában.
A korszerű és nagyméretű repülőgépekben több száz műszer is lehet, melyek célirányos összekapcsolással műszerrendszereket alkotnak.

## Csoportosításuk
Csoportosításuk nagyon sokféle lehet.

### Rendeltetés szerint

#### Repülőgép-vezető és navigációs műszerek
- magasságmérők
- sebességmérők
- Mach-szám jelzők
- függőleges sebességmérők (variométerek)
- elfordulásjelzők és dőlésmérők
- műhorizontok
- gyorsulásmérők
- irányrendszerek
- tartózkodásihely-meghatározó automaták
- központi levegő-paraméter szolgáltató rendszerek

#### Motor ill. hajtómű üzemét ellenőrző műszerek
- szívótérnyomás-mérők
- olaj- és tüzelőanyagnyomás-mérők
- olajhőmérők
- fordulatszámmérők
- kiáramlógáz-hőmérők
- tüzelőanyag-fogyasztásmérők
- tüzelőanyag-mennyiségmérők
- tolóerő-automata

#### Repülőgép segédszervek üzemét ellenőrző műszerek
- levegő-, nitrogén-, hidraulikarendszerek nyomás- és mennyiségmérői
- helyzetjelzők és állásjelzők
- adatrögzítők

#### Személyzet és utasok normál életkörülményeit biztosító műszerek
- kabin magasság- és nyomáskülönbség-mérő
- kabinnyomás szabályozó
- oxigénberendezések
- levegőfogyasztás-mérő

### Működési elv szerint

#### Szelencés műszerek
- magasságmérők
- sebességmérő (lásd: pitot-cső)
- Mach-szám jelző
- variométer
- kabinmagasság- és nyomáskülönbség mérő
- levegőfogyasztás-mérő
- oxigénberendezések
- magasságjelzők

#### Villamos műszerek
- termoelektromos hőmérők
- fordulatszámmérők
- úszós – potenciométeres mennyiségmérők
- helyzetjelzők
- távnyomásmérők
- feszültség- és árammérők

#### Mechanikus műszerek
- dőlésmérők
- Bourdon-csöves nyomásmérők
- gyorsulásmérők
- órák

#### Pörgettyűs műszerek
- elfordulásjelzők
- helyesbítés-kikapcsolók
- műhorizontok
- pörgettyűs iránytűk
- irányrendszerek

#### Műszerrendszerek
- kapacitív tüzelőanyag-mennyiségmérők
- tüzelőanyag-fogyasztásmérők
- állásszög-csúszás és túlterhelésautomaták
- fedélzeti adatrögzítők (ismertebb nevükön a "feketedobozok")
- tartózkodásihely-meghatározó automaták
- legyezőmozgás-csillapítók
- robotpilóták
- fedélzeti automatikus leszállítórendszerek
- trimmelő automaták
- tolóerő-automaták
- kombinált (repülőgép-vezető, navigációs) fedélzeti műszer a HUD (Head Up Display)

### Táplálás (meghajtás) szerint

#### Villamos táplálású
- egyenáramú
- váltakozó áramú

#### Pneumatikus táplálású
Ezek a műszerek nagynyomású levegővel vagy vákuumal működnek.